# تصفيات بطولة أمم أوروبا 2016 المجموعة ب

تظهر هذه الصفحة ترتيب ونتائج المجموعة B من مسابقة تصفيات بطولة أمم أوروبا لكرة القدم 2016.

## الترتيب
| م | الفريق          | لعب | ف | ت | خ  | أ.له | أ.ع | أ.ف | نقاط | التأهل                     |     | بلجيكا | ويلز | البوسنة والهرسك | إسرائيل | قبرص | أندورا |
| - | --------------- | --- | - | - | -- | ---- | --- | --- | ---- | -------------------------- | --- | ------ | ---- | --------------- | ------- | ---- | ------ |
| 1 | بلجيكا          | 10  | 7 | 2 | 1  | 24   | 5   | +19 | 23   | تأهل إلى المسابقة النهائية |     | —      | 0–0  | 3–1             | 3–1     | 5–0  | 6–0    |
| 2 | ويلز            | 10  | 6 | 3 | 1  | 11   | 4   | +7  | 21   | تأهل إلى المسابقة النهائية |     | 1–0    | —    | 0–0             | 0–0     | 2–1  | 2–0    |
| 3 | البوسنة والهرسك | 10  | 5 | 2 | 3  | 17   | 12  | +5  | 17   | تقدم إلى الملحق            |     | 1–1    | 2–0  | —               | 3–1     | 1–2  | 3–0    |
| 4 | إسرائيل         | 10  | 4 | 1 | 5  | 16   | 14  | +2  | 13   |                            |     | 0–1    | 0–3  | 3–0             | —       | 1–2  | 4–0    |
| 5 | قبرص            | 10  | 4 | 0 | 6  | 16   | 17  | −1  | 12   |                            | 0–1 | 0–1    | 2–3  | 1–2             | —       | 5–0  |        |
| 6 | أندورا          | 10  | 0 | 0 | 10 | 4    | 36  | −32 | 0    |                            | 1–4 | 1–2    | 0–3  | 1–4             | 1–3     | —    |        |

## المباريات
أصدر اليويفا جدول المباريات تزامناً مع يوم انعقاد القرعة في 23 فبراير 2014 في نيس. الأوقات حسب ت وأ/ت وأ ص كما هو موضح من قبل اليويفا: ت ع م+1 للمباريات من 27–28 مارس 2015 وجميع المباريات في نوفمبر، وت ع م+2 لمباريات يوم 29 مارس 2015 وجميع المباريات في يونيو، سبتمبر، وأكتوبر (الأوقات المحلية هي بين قوسين).
| أندورا                      | 1–2   | ويلز                 |
| --------------------------- | ----- | -------------------- |
| - إيلديفونس ليما 6' (ركلة.) | تقرير | - غاريث بيل 22'، 81' |

| البوسنة والهرسك      | 1–2   | قبرص                         |
| -------------------- | ----- | ---------------------------- |
| - وداد إيبيشيفيتش 6' | تقرير | - ديميتريس خريستوفي 45'، 73' |

| بلجيكا                                                                                         | 6–0   | أندورا |
| ---------------------------------------------------------------------------------------------- | ----- | ------ |
| - كيفين دي بروين 31' (ركلة.)، 34' - ناصر الشاذلي 37' - ديفوك أوريغي 59' - دريس ميرتنز 65'، 68' | تقرير |        |

| قبرص                        | 1–2   | إسرائيل                                |
| --------------------------- | ----- | -------------------------------------- |
| - كونستانتينوس ماكريديس 67' | تقرير | - أومير داماري 38' - طال بين حاييم 45' |

| ويلز | 0–0   | البوسنة والهرسك |
| ---- | ----- | --------------- |
|      | تقرير |                 |

| أندورا                       | 1–4   | إسرائيل                                               |
| ---------------------------- | ----- | ----------------------------------------------------- |
| - إيلديفونس ليما 15' (ركلة.) | تقرير | - أومير داماري 3'، 41'، 82' - تومر حيمد 90+6' (ركلة.) |

| البوسنة والهرسك  | 1–1   | بلجيكا               |
| ---------------- | ----- | -------------------- |
| - إدين دجيكو 28' | تقرير | - راجا ناينغولان 51' |

| ويلز                                     | 2–1   | قبرص               |
| ---------------------------------------- | ----- | ------------------ |
| - ديفيد كوتريل 13' - هال روبسون-كانو 23' | تقرير | - فانسان لابان 36' |

| بلجيكا | 0–0   | ويلز |
| ------ | ----- | ---- |
|        | تقرير |      |

| قبرص                                                                                | 5–0   | أندورا |
| ----------------------------------------------------------------------------------- | ----- | ------ |
| - جيورجوس ميركيس 9' - جيورجيوس ايفريم 31'، 42'، 60' - ديميتريس خريستوفي 87' (ركلة.) | تقرير |        |

| إسرائيل                                                | 3–0   | البوسنة والهرسك |
| ------------------------------------------------------ | ----- | --------------- |
| - غيل فيرموث 36' - أومير داماري 45' - إيران زاهافي 70' | تقرير |                 |

| إسرائيل | 0–3   | ويلز                                    |
| ------- | ----- | --------------------------------------- |
|         | تقرير | - آرون رامزي 45+1' - غاريث بيل 50'، 77' |

| أندورا | 0–3   | البوسنة والهرسك            |
| ------ | ----- | -------------------------- |
|        | تقرير | - إدين دجيكو 13'، 49'، 62' |

| بلجيكا                                                                                 | 5–0   | قبرص |
| -------------------------------------------------------------------------------------- | ----- | ---- |
| - مروان فيلايني 21'، 66' - كريستيان بينتيكي 35' - إدين هازارد 67' - ميتشي باتشوايي 80' | تقرير |      |

| إسرائيل | 0–1   | بلجيكا             |
| ------- | ----- | ------------------ |
|         | تقرير | - مروان فيلايني 9' |

| أندورا                  | 1–3   | قبرص                             |
| ----------------------- | ----- | -------------------------------- |
| - Dossa Júnior 2' (ضد.) | تقرير | - نيستوراس ميتيديس 13'، 45'، 53' |

| البوسنة والهرسك                                  | 3–1   | إسرائيل             |
| ------------------------------------------------ | ----- | ------------------- |
| - إيدين فيشا 42'، 75' - إدين دجيكو 45+2' (ركلة.) | تقرير | - طال بين حاييم 41' |

| ويلز            | 1–0   | بلجيكا |
| --------------- | ----- | ------ |
| - غاريث بيل 25' | تقرير |        |

| بلجيكا                                                             | 3–1   | البوسنة والهرسك  |
| ------------------------------------------------------------------ | ----- | ---------------- |
| - مروان فيلايني 23' - كيفين دي بروين 44' - إدين هازارد 78' (ركلة.) | تقرير | - إدين دجيكو 15' |

| قبرص | 0–1   | ويلز            |
| ---- | ----- | --------------- |
|      | تقرير | - غاريث بيل 82' |

| إسرائيل                                                                   | 4–0   | أندورا |
| ------------------------------------------------------------------------- | ----- | ------ |
| - إيران زاهافي 3' - نير بيتون 22' - تومر حيمد 26' (ركلة.) - مؤنس دبور 38' | تقرير |        |

| ويلز | 0–0   | إسرائيل |
| ---- | ----- | ------- |
|      | تقرير |         |

| البوسنة والهرسك                                           | 3–0   | أندورا |
| --------------------------------------------------------- | ----- | ------ |
| - إرمين بكشاكشيتش 14' - إدين دجيكو 30' - سيناد لوليتش 45' | تقرير |        |

| قبرص | 0–1   | بلجيكا            |
| ---- | ----- | ----------------- |
|      | تقرير | - إدين هازارد 86' |

| أندورا                       | 1–4   | بلجيكا                                                                                     |
| ---------------------------- | ----- | ------------------------------------------------------------------------------------------ |
| - إيلديفونس ليما 51' (ركلة.) | تقرير | - راجا ناينغولان 19' - كيفين دي بروين 42' - إدين هازارد 56' (ركلة.) - لاورينت ديبواتري 64' |

| البوسنة والهرسك                          | 2–0   | ويلز |
| ---------------------------------------- | ----- | ---- |
| - ميلان دوريتش 71' - وداد إيبيشيفيتش 90' | تقرير |      |

| إسرائيل         | 1–2   | قبرص                                    |
| --------------- | ----- | --------------------------------------- |
| - نير بيتون 76' | تقرير | - Dossa Júnior 58' - جاسون ديميتريو 80' |

| بلجيكا                                                   | 3–1   | إسرائيل         |
| -------------------------------------------------------- | ----- | --------------- |
| - دريس ميرتنز 64' - كيفين دي بروين 78' - إدين هازارد 84' | تقرير | - تومر حيمد 88' |

| قبرص                                                   | 2–3   | البوسنة والهرسك                                |
| ------------------------------------------------------ | ----- | ---------------------------------------------- |
| - كونستانتينوس كارالامبيديس 32' - نيستوراس ميتيديس 41' | تقرير | - هاريس ميدونيانين 13'، 44' - ميلان دوريتش 67' |

| ويلز                             | 2–0   | أندورا |
| -------------------------------- | ----- | ------ |
| - آرون رامزي 50' - غاريث بيل 86' | تقرير |        |

## روابط خارجية
- مرحلة تصفيات بطولة أمم أوروبا لكرة القدم 2016 مجموعة B